# Liste des parcs nationaux d'Italie

Carte des parcs nationaux d'Italie (en vert).

Cet article recense les parcs nationaux d'Italie.

## Généralités
Les parcs nationaux sont constitués de zones terrestres, marines, fluviales ou lacustres qui contiennent un ou plusieurs écosystèmes intacts ou partiellement altérés par des interventions anthropiques, une ou plusieurs formations physiques, géologiques, géomorphologiques, biologiques, d'intérêt national ou international, dont la valeur naturaliste, scientifique, culturelle, esthétique, éducative ou récréative justifie l'intervention de l'État pour leur conservation.
En Italie, les parcs nationaux actuellement repris dans la liste officielle des zones protégées (it) (Elenco ufficiale delle aree naturali protette, EUAP) sont au nombre de 22, plus trois autres en cours de définition. Ils sont gérés par le ministère de l'Environnement.
Les parcs nationaux couvrent au total 16 046 km2, soit environ 5 % du territoire du pays.

## Liste

### Parcs actuels
| Parc national                                 | Régions                       | Superficie (km²) | Création | Illus. | Carte |
| --------------------------------------------- | ----------------------------- | ---------------- | -------- | ------ | ----- |
| Abruzzes, Latium et Molise                    | Abruzzes, Latium, Molise      | +0507,           | 1923     |        |       |
| Alta Murgia                                   | Pouilles                      | +0677,           | 2004     |        |       |
| Apennin tosco-émilien                         | Émilie-Romagne, Toscane       | +0228,           | 2001     |        |       |
| Apennin lucanien-Val d'Agri-Lagonegrese       | Basilicate                    | +0690,           | 2007     |        |       |
| Archipel de la Maddalena                      | Sardaigne                     | +0201,           | 1994     |        |       |
| Archipel toscan                               | Toscane                       | +0747,           | 1996     |        |       |
| Asinara                                       | Sardaigne                     | +0270,           | 1997     |        |       |
| Aspromonte                                    | Calabre                       | +0761,           | 1989     |        |       |
| Cilento et Val de Diano                       | Campanie                      | +1 810,          | 1991     |        |       |
| Cinque Terre                                  | Ligurie                       | +0039,           | 1999     |        |       |
| Circé                                         | Latium                        | +0084,           | 1934     |        |       |
| Dolomites Bellunesi                           | Vénétie                       | +0315,           | 1990     |        |       |
| Forêt Casentinesi, Mont Falterona et Campigna | Émilie-Romagne, Toscane       | +0364,           | 1993     |        |       |
| Gargano                                       | Pouilles                      | +1 211,          | 1991     |        |       |
| Gennargentu                                   | Sardaigne                     | +0730,           | 1998     |        |       |
| Gran Sasso et Monti della Laga                | Marches, Abruzzes, Latium     | +1 413,          | 1991     |        |       |
| Grand Paradis                                 | Vallée d'Aoste, Piémont       | +0700,           | 1922     |        |       |
| Île de Pantelleria                            | Sicile                        | +0065,           | 2016     |        |       |
| Majella                                       | Abruzzes                      | +0628,           | 1991     |        |       |
| Monts Sibyllins                               | Marches, Ombrie               | +0697,           | 1993     |        |       |
| Pollino                                       | Basilicate, Calabre           | +1 711,          | 1993     |        |       |
| Sila                                          | Calabre                       | +0737,           | 2002     |        |       |
| Stelvio                                       | Lombardie, Trentin-Haut-Adige | +1 307,          | 1935     |        |       |
| Val Grande                                    | Piémont                       | +0146,           | 1992     |        |       |
| Vésuve                                        | Campanie                      | +0073,           | 1995     |        |       |

### Parcs anciens
Le parc national de Calabre (it), créé en 1968, a été supprimé en 2002 lors de la création du parc national de la Sila.